# Baldéric (Cambrai)
Pour les articles homonymes, voir Baldéric.
Baldéric ou Baudri, chroniqueur et évêque de Noyon et Tournai (mort 31 mai 1112). Il était chantre de Thérouanne au XIe siècle.
Baudri a été longtemps été supposé être l'auteur de la Gesta episcoporum Cameracensium. L'œuvre est maintenant attribuée à un chanoine du chapitre épiscopale de Cambrai, Foulques, qui écrivait entre 1024-1025, sur commande de l’évêque Gérard Ier de Florennes (1012-1051). Plus tard, son travail sera continué par un deuxième écrivain qui travaillait entre 1051-1054.

## Publications
Éditions:
- Georges Colveneere, Chronicon Cameracense et Atrebatense, sive Historia utriusque ecclesiae, III libris abhinc DC. fere annis conscripta, a Balderico, Noviomensi et Tornacensi episcopo, nunc primum in lucem edita et notis illustrata, per Georgium Colvenerium,... Duaci : ex off. J. Bogardi, 1615 ; traduction en français par Faverot (professeur au collège de Boulogne) et Petit (professeur au collège de Valenciennes), Valenciennes, Lemaitre, 1836.
- Abrégé de la vie et miracles de saint Géry, cincquiesme évesque de Cambrai et d'Arras, suivie d'une Chronologie raccourcie des évesques du dit Cambray avec aucunes choses plus notables arrivées en leur temps, le tout recueilly fidèlement de Balderic, jadis évesque de Noyon et de Tournay, des "Annales d'Haynau" composez par F. Jaques Guisius,... et d'autres fidèles autheurs et anciens manuscrits par F. Romain Choquez, ... Tournay : impr. de la vefve A. Quinqué, 1662.
- Chronique d'Arras et de Cambrai ; revue sur divers manuscrits et enrichie de deux supplémens, avec commentaires, glossaire et plusieurs index, par le docteur André Joseph G. Le Glay. Texte en latin, appareil critique en français moderne. - En avant-titre : "Chronique de Balderic". Paris : Levrault : J.-A. Mercklein : Téchener, 1834. Imprimé par ordre de la Société d'émulation de Cambrai
- Chronique d'Arras et de Cambrai, par Baldéric, chantre de Térouane au XIe siècle, traduite en français, d'après l'édition latine de M. Leglay, par MM. Faverot, ... et Petit, ..., Valenciennes, Lemaitre lire en ligne sur Gallica

Concernant la datation de la chronique :
- VAN MINGROOT, E., 'Kritisch onderzoek omtrent de datering van de Gesta Episcoporum Cameracensium', Belgisch Tijdschrift voor Filologie en Geschiedenis 53 (Brussel 1975) 281-332.
- RICHES, T. M., 'Episcopal Historiography as Archive. Some Reflections on the Autograph Manuscript of the Gesta episcoporum Cameracensium (MS Den Haag KB 75 F 15)', Jaarboek voor Middeleeuwse Geschiedenis 10 (Hilversum 2007) 7-46.
- OTT, J., 'Van Mingroot, Les chartes de Comtes du Cambresis', The Medieval Review, University of Michigan University Library, Scholarly Publishing Office (2008).Disponible par cet URL